# پایگاه مهران نیروی دریایی پاکستان
پایگاه مهران نیروی دریایی پاکستان (به انگلیسی: PNS Mehran) (به زبان بومی: Naval Air Station Mehran (NAS Mehran)) یک فرودگاه نظامی - Naval Air Station با کد یاتا NVCOM است . این فرودگاه در کشور پاکستان قرار دارد .